# شرکت عمران شهر جدید بینالود
شرکت عمران شهر جدید بینالود یا اوارشک روستایی در دهستان پیوه ژن بخش احمدآباد شهرستان مشهد استان خراسان رضوی ایران است.

## جمعیت
بر پایه سرشماری عمومی نفوس و مسکن در سال ۱۳۹۵ جمعیت این روستا ۴٬۲۶۲ نفر (۱٬۳۱۲خانوار) بوده‌است.